# The Count of Monte Cristo (comédie musicale)
Pour les articles homonymes, voir The Count of Monte Cristo.
The Count of Monte Cristo est une comédie musicale écrite par Frank Wildhorn et Jack Murphy. Il s'agit d'une adaptation très libre du roman d'Alexandre Dumas.

## Argument détaillé

### Prologue
Edmond Dantès, jeune et idéaliste second lieutenant sur un navire marchand de la Compagnie Morrell, débarque sur l'île d'Elbe pour demander de l'aide : il a besoin de soins médicaux, son capitaine étant gravement malade. Sur place, l'ancien empereur exilé Napoléon Bonaparte confie à Dantès une lettre qu'il doit remettre à un ami marseillais (Prologue - Let Justice Be Done)...

### Acte I
Dantès rentre chez lui. Au port, il est accueilli par sa fiancée Mercédès et son meilleur ami, Fernand Mondego. Sournoisement, Danglars, le second du navire, s'entretient avec Morrell ; il révèle à ce dernier que le capitaine a expiré et que Dantès a désobéi aux ordres en emmenant le mourant sur l'île d'Elbe. Au lieu de vilipender le jeune homme, Morrell félicite Dantès pour son humanité et le promeut capitaine. Danglars, furieux, complote pour se venger de son rival. Dantès ayant pris du grade, il n'a plus besoin d'attendre pour épouser Mercédès. Le couple se délecte du mariage à venir (When Love is True). Amer, Mondego apprend la nouvelle. Il convoite Mercédès et, par jalousie, voue une haine viscérale à son ami.
Ayant appris l'existence de la fameuse missive remise à Dantès par Napoléon, ce qui serait à coup sûr considéré comme un acte de trahison, Danglars recrute Mondego dans son complot visant à ruiner leur ennemi commun.
A son domicile, Edmond fête sa promotion et ses fiançailles avec Mercédès, sa famille et ses amis (Raise A Glass). Soudain, les réjouissances sont interrompues par des gendarmes : ces derniers ont un mandat d'arrêt contre Dantès, accusé d'être bonapartiste. Les proches du calomnié s'insurgent et refusent de le livrer. Mais Edmond accepte de suivre les autorités de son plein gré, persuadé qu'il s'agit d'une simple erreur et qu'il sera vite ramené chez lui. Avant de partir, il demande à Mondego de veiller sur Mercédès jusqu'à son retour.
Dantès est conduit devant le magistrat en chef, Gérard de Villefort. Après de longs interrogatoires, Villefort est convaincu de son innocence et se prépare à le libérer. Cependant, avant de le laisser partir, le magistrat lui demande l'identité du destinataire de la fameuse lettre. Sans se méfier, Edmond répond avec honnêteté. Horrifié, Villefort apprend alors que le courrier est adressé à son propre père. Craignant de voir sa réputation détruite, Villefort revient sur sa décision et condamne Dantès à la réclusion à perpétuité au Château d'If.
Il est révélé que les accusations contre Dantès ont été rédigées par Danglars et Mondego. Les conspirateurs et Villefort se rencontrent. Ils justifient lâchement leurs actes en arguant que seuls les plus forts survivent. La manœuvre se réveille payante : Danglars peut désormais envisager le poste de capitaine ; Mondego saisit enfin sa chance de courtiser Mercédès ; et Villefort conserve sa réputation (A Story Told).
Dantès est marqué au fer rouge et jeté en prison. Éplorée, Mercédès prie pour son retour. Tous deux se jurent une fidélité éternelle, malgré la distance et les embûches (I Will Be There).
Les années passent. Dantès reste séquestré, perdant peu à peu tout espoir de rentrer chez lui. De retour à Marseille, Mondego tente de conquérir le cœur de Mercédès. En vain. Dévastée par l'inquiétude et l'angoisse, elle ne jure que par Edmond et se désespère de n'avoir aucune nouvelle. La jeune femme se demande pourquoi les geôliers et ceux qui l'ont arrêté n'ont pas encore réalisé leur erreur et réfutent l'innocence de son fiancé (Is there any news?). Réalisant qu'elle restera dévouée à Edmond jusqu'au bout, Mondego lui ment : il affirme que Dantès a été tué dans un accident et réconforte une Mercédès effondrée (Every Day a Little Death).
Un jour, dans sa geôle, Dantès est réveillé par des bruits étranges. Un vieil homme est parvenu à faire un trou conséquent et a émergé dans sa cellule ! Le vieillard, prénommé l'abbé Faria, se trouve en pleine tentative d'évasion. Hélas, il a emprunté la mauvaise direction et s'est perdu jusqu'à la cellule d'Edmond. L'abbé demande l'aide de ce dernier pour creuser un tunnel. En contrepartie, il s'engage à éduquer Dantès, analphabète. Edmond accepte et les deux captifs commencent à creuser. Alors qu'ils poursuivent leur labeur, Faria enseigne à Dantès les mathématiques, la philosophie, la stratégie militaire, la littérature, l'économie et le combat au corps à corps. Ils se lient rapidement d'amitié et content chacun leur vie avant leur emprisonnement. Faria révèle qu'il était autrefois un prêtre et un universitaire renommé au service du richissime Comte Spada. Il sait où Spada a dissimulé sa fortune : sur l'île isolée de Montecristo. Faria promet de partager le trésor avec son complice en remerciement pour son aide (Lessons Learned).
Le tunnel, fragile, finit par s'effondrer et blesse mortellement Faria. Alors qu'il agonise dans les bras de Dantès, il lui lègue toute la fortune de Montecristo. Ils rêvent d'un avenir qu'ils ne pourront jamais connaître, un futur où ils seraient libres et entourés de richesses. Avant d'expirer, Faria supplie Dantès de pardonner et d'oublier mais Edmond ne peut s'y résoudre. Désormais, il sera guidé par sa vengeance (When We Are Kings).
Les gardiens découvrent la dépouille de Faria et le placent dans un sac mortuaire. Lorsqu'ils partent chercher un chariot pour sortir le corps, Edmond saisit son unique chance de s'enfuir : il échange sa place avec le cadavre. Les geôliers reviennent et, sans avoir saisi la supercherie, jettent Dantès à la mer.
Edmond est sauvé de la noyade par un bateau pirate, sous les ordres de la contrebandière Luisa Vampa. Vampa force le rescapé à se battre à l'arme blanche avec Jacopo, un membre de l'équipage. Grâce à son entraînement avec Faria, Dantès l'emporte facilement sur son adversaire mais refuse de le tuer. Sensible au geste, Vampa permet aux deux combattants de vivre ; Jacopo jure sa dévotion éternelle à Edmond. Dantès demande aux flibustiers de les déposer, lui et Jacopo, sur l'île de Montecristo (Pirates - Truth Or Dare).
Une fois sur l'île, Edmond découvre le trésor de Spada et s'invente une nouvelle identité. Désormais, il sera le Comte de Monte-Cristo (The Treasure / When We Are Kings - Reprise).
De leurs côtés, Mercédès et Mondego sont mariés depuis de nombreuses années, prisonniers d'une union sans amour. Ils ont un fils prénommé Albert, lequel vient d'avoir dix-huit ans. Albert demande à sa mère la permission d'aller au Carnaval de Rome. Mercédès refuse, arguant qu'il est trop jeune pour partir sans chaperon. Frustré, l'adolescent se tourne vers son père. Mondego se soucie très peu de son rejeton et donne rapidement l'autorisation à Albert. Une fois seule, Mercédès médite sur son mariage malheureux (When the World was Mine).
Dantès, devenu le Comte de Monte-Cristo, décide de passer quelque temps en Italie. Il s'entoure des plus belles femmes de la région mais n'en tire aucun plaisir (Dance The Tarantella). Jacopo revient de la mission que lui a confiée son maître. Il lui apprend le sort de ses délateurs : Danglars est devenu baron et a racheté la société de Morrell ; Villefort est devenu procureur en chef à Paris. Jacopo hésite à confesser à Edmond la pire des trahisons : l'union de Mondego et Mercédès. Lorsque Dantès s'enquiert du sort de sa promise, son allié finit par évoquer le mariage avec Mondego et leur fils, Albert. Edmond, ivre de rage, jure que l'Enfer s'abattra sur les conspirateurs, y compris Mercédès, laquelle a brisé le vœu de fidélité éternelle qu'elle avait pourtant juré au marin (Hell to Your Doorstep)...

### Acte II
Accompagné par ses amis, Albert célèbre le carnaval à Rome (Carnival In Rome / Tarantella - Reprise). Il est attiré loin des festivités par une belle damoiselle qui l'entraîne dans un guet-apens. Désormais prisonnier des bandits, l'adolescent se désespère. Il remarque alors la présence d'un autre homme : il s'agit de Dantès. Ce dernier fait mine d'avoir lui aussi été capturé. Quand Albert révèle qu'il a été piégé par une fille, ils dissertent sur le pouvoir qu'exercent les femmes sur les hommes (Ah, Women). D'humeur à la confidence, Albert révèle qu'il est amoureux fou de sa fiancée Valentine, la fille de Villefort. Lorsque les bandits reviennent, Dantès se libère de ses liens et les affronte, laissant le jeune homme apeuré se cacher. Les bandits sont en réalité Luisa Vampa et sa bande de pirates, lesquels œuvrent désormais sous les ordres de Dantès. Ils ont suivi scrupuleusement le plan de leur employeur et permis à Edmond de rencontrer Albert pour atteindre Mondego. Edmond paie les pirates pour leur service et ils se dispersent. Albert remercie son "sauveur" et lui demande son identité. Son mystérieux bienfaiteur se présente sous le titre de Comte de Monte-Cristo. Il invite Albert et ses parents à un bal qu'il donnera dans l'extravagant manoir acheté lors de son arrivée à Paris.
Toute la haute société française se rend à la réception de Monte-Cristo et bavarde sur leur mystérieux hôte (That's What They Say). L'apparition du Comte, charmant et aisé, éblouit les invités. Jacopo l'introduit d'abord auprès du baron et de la baronne Danglars. Le couple tente immédiatement de conclure des accords financiers avec le noble le plus en vue de la capitale. Après quoi, son acolyte lui présente le procureur général Villefort avec sa femme, suivis de leur fille Valentine et de son fiancé Albert. Albert en profite pour présenter Monte-Cristo à Mondego, son père. Aucun de ces hommes ne parvient à identifier Dantès. Mondego fait les présentations avec Mercédès, laquelle reconnaît instantanément son ancien amour. En état de choc, elle essaie vainement de lui parler mais Dantès la repousse et l'ignore toute la soirée (I Know Those Eyes / This Man Is Dead).
Dantès tend un piège à Danglars, Villefort et Mondego : il envoie Jacopo leur proposer un marché juteux : investir leur fortune dans la société Llerrom International... Une société dont Dantès est l'unique propriétaire. Les hommes s'exécutent et en tirent un profit substantiel. Danglars complote pour devenir l'homme le plus riche de Paris, Villefort prévoit de corrompre les électeurs lors de ses futures campagnes électorales et Mondego espère se prélasser dans un flot incessant de vin et de luxure. Ses ennemis étant à sa merci, Dantès liquide Llerrom International, entraînant la faillite du trio et sa ruine publique. Danglars se suicide et Villefort est envoyé en prison ; Mondego, le dernier des traîtres, lit le nom Llerrom à l'envers et voit qu'il s'agit en réalité d'un nom crypté, celui de Morrell. Se rappelant que son ancien ami travaillait pour la Compagnie Morrell, Mondego en déduit la véritable identité du Comte de Monte-Cristo (The Trap / Too Much Is Never Enough).
Quand les agissements du Comte éclatent, Albert considère sa famille comme déshonorée et provoque Monte-Cristo en duel. Mercédès tente de dissuader son fils mais le jeune homme refuse de céder. Pour sa part, Valentine songe en privé à son père, qu'elle croyait être un homme bon et juste mais qui s'est révélé le pire des scélérats sous sa façade parfaite. Ce qu'elle désire désormais, c'est se débarrasser de ces mensonges et découvrir le monde tel qu'il est vraiment, le bien comme le mal, sans se laisser duper par les apparences (Pretty Lies).
Mercédès se rend chez le Comte et le supplie d'épargner la vie d'Albert. Cependant, Dantès n'a toujours pas pardonné à Mercédès d'avoir épousé Mondego et déclare froidement : « La pitié est pour les faibles ». Congédiée sans égard, Mercédès ne peut songer qu'à sa vie gâchée et se reprocher son aveuglement. Pourtant, en son for intérieur, elle n'a toujours pas abandonné le rêve d'être à nouveau avec Edmond (All This Time).
Le duel au pistolet s'engage entre Dantès et Albert. Albert rate son tir et Edmond l'emporte. Alors que Dantès s'apprête à tuer son fiancé, Valentine s'interpose et l'implore d'épargner son amour. La jeune fille est entraînée à l'écart. Albert est de nouveau à la merci d'Edmond. Cependant, Dantès tire simplement en l'air, épargnant la vie de son adversaire. Le duel achevé, le couple s'enfuie.
Touché par l'amour que Valentin témoigne à Albert, Dantès analyse ses propres sentiments. Il songe à qui il était jadis et tente de se réconcilier avec la douleur subie au fil des années, espérant avoir enfin trouvé la paix (The Man I Used To Be).
Dantès retrouve Mercédès au manoir. Cette dernière lui avoue les raisons qui l'ont poussée à épouser Mondego : le mensonge et la certitude que son véritable amour était mort. Ayant appris la vérité, Edmond consent enfin au pardon. Mondego apparaît soudain, exigeant le retour de sa femme. Il provoque Dantès en duel. S'ensuit un combat houleux dont Dantès sort victorieux. Il ne peut toutefois se résoudre à tuer son ancien ami. Il autorise Mondego à vivre avant de se détourner. Le lâche refuse son échec et se rue sur Edmond, avec l'intention de le poignarder dans le dos. Dans un geste de défense instinctive, le Comte riposte et poignarde mortellement son ennemi (Hell To Your Doorstep - Reprise).
Dantès ne peut pardonner son geste. Il se demande s'il a vraiment mérité la paix intérieure, réfléchit au chagrin qu'il a impitoyablement causé avec son plan et songe à tous les innocents qui ont été lésés par sa faute. Enfin, il s'inquiète pour l'âme de Mondego et la culpabilité qu'il ressent maintenant envers lui. Mercédès rassure son amour : avec douceur, elle lui explique que Mondego ne doit son triste sort qu'à sa rage, sa haine et son égoïsme. Son amour et sa compassion libèrent enfin Dantès. Les amants s'embrassent et renouvellent leur vœu d'être ensemble à jamais (Finale : I Will Be There - Reprise).

## Chansons

### Prologue
- Prologue - Let Justice Be Done - Ensemble

### Acte I
- When Love is True - Dantès et Mercédès
- Raise a Glass - Ensemble
- A Story Told - Mondego, Danglars et Villefort
- I Will Be There - Dantès et Mercédès
- Is there any news? - Mondego et Mercédès
- Everyday a Little Death - Dantès, Mercédès et Mondego
- Lesson's Learned - Abbé Faria et Dantès
- When We are Kings - Abbé Faria et Dantès
- Pirates (Truth or Dare) - Luisa Vampa, les Pirates et Dantès
- The Treasure (When We are Kings - Reprise) - Dantès
- When the World Was Mine - Mercédès
- Dance The Tarantella - Les courtisans
- Hell to Your Doorstep - Dantès

### Acte II
- Carnival In Rome / Tarantella (Reprise) - Ensemble
- Ah, Women - Dantès/Monte Cristo et Albert
- That's What They Say - Ensemble
- I Know Those Eyes / This Man is Dead - Dantès/Monte Cristo et Mercédès
- The Trap / Too Much Is Never Enough - Dantès/Monte Cristo, Mondego, Danglars, Villefort
- Pretty Lies - Valentine de Villefort
- All This Time - Mercédès
- The Man I Used to Be - Dantès/Monte Cristo
- Hell To Your Doorstep (Reprise) - Mondego et Dantès
- Finale: I Will Be There (Reprise) - Dantès et Mercédès

## Distributions
| Personnage                        | Enregistrement original  | Distribution suisse | Distribution sud-coréenne             | Distribution japonaise    | Distribution étatsunienne | Distribution russe                                    |
| Année                             | 2008                     | 2009                | 2010                                  | 2013                      | 2016                      | 2017                                                  |
| --------------------------------- | ------------------------ | ------------------- | ------------------------------------- | ------------------------- | ------------------------- | ----------------------------------------------------- |
| Dantès / Le Comte de Monte-Cristo | Thomas Borchert          | Thomas Borchert     | Ryu Jung-han Um Ki-joon Shin Sung-rok | Kanji Ishimaru            | Matt Farcher              | Kirill Gordeev Rostislav Kolpakov Evgeny Shirikov     |
| Mercédès                          | Brandi Burkhardt         | Sophie Berner       | Ock Joo-hyun Cha Ji-yeon              | Mari Hanafusa             | Briana Carlson-Goodman    | Elena Gazaeva Vera Sveshnikova Anastasia Vishnevskaya |
| Mondego                           | Patrick Stanke           | Carsten Lepper      | Choi Min-chul Cho Hui                 | Kenichi Okamoto           | Darren Ritchie            | Oleg Krasovitsky Fiodor Osipov Alexandre Soukhanov    |
| Danglars                          | Mathias Edenborn         | Karim Khawatmi      | Jang Dae-woong                        | Kenji Sakamoto            | Brandon Contreras         | Grigori Zakhariev Konstantin Kitanin                  |
| Villefort                         | Mark Seibert             | Christoph Goetten   | Cho Sun-chang                         | Zen Ishikawa              | John Schiappa             | Sergueï Braga Vladimir Sadkov                         |
| Faria                             | Alexander Goebel         | Dean Welterlen      | Cho Won-hee Lee Yong-geun             | Kunio Murai               | Dathan B. Williams        | Ivan Korytov Andreï Matveyev                          |
| Luisa Vampa                       | Non présente sur l'album | Ava Brennan         | Han Ji-yeon                           | Megumi Hamada Mao Ayabuki | Aubin Wise                | Agata Vavilova Natalia Dievskaya                      |
| Albert                            | Jesper Tydén             | Daniel Berini       | Kim Seung-dae Jeon Dong-seok          | ?                         | Paul Louis Lessard        | Alexeï Baïkov Igor Krol Mikhaïl Glekel                |

## Production
The Count of Monte Cristo est une comédie musicale créée par le compositeur Frank Wildhorn et le parolier-librettiste Jack Murphy. Elle marque leur retour au spectacle de cape et d'épée après The Scarlet Pimpernel. Il s'agit d'une adaptation très libre du roman d'Alexandre Dumas. Certains retours critiques ont également pointé les similitudes entre la trame de la comédie musicale et l'intrigue du film La Vengeance de Monte-Cristo, scénarisé par Jay Wolpert et sorti en 2002[réf. nécessaire].
En 2008, la comédie musicale fait l'objet d'un atelier de travail à New York. Le spectacle est toutefois destiné à la Suisse et ne sera pas produit aux États-Unis avant plusieurs années.
Après cette session de travail, le 12 décembre de cette même année, un enregistrement conceptuel sort en Suisse. Plusieurs célébrités de la scène locale s'illustrent sur les personnages. L'album est certifié disque de platine[réf. nécessaire].
Le spectacle est joué pour la première fois le 14 mars 2009, au Théâtre de Saint-Gall sous le titre Der Graf von Monte Christo. Thomas Borchert, déjà présent sur l'album, reprend le rôle titre.
Le 21 avril 2010, le spectacle s'importe à Séoul, sur une mise en scène de Robert Johanson. Grand succès, la production connaît des revivals en 2011, 2013, 2016 et 2020 avec quelques changements mineurs au niveau de l'intrigue et des chansons. Shin Sung-rok et Ock Joo-hyun sont présents à chaque distribution. En 2020, 500 000 spectateurs avaient assisté à la comédie musicale. Le revival de 2023-2024 connaît en revanche des modifications importantes et voit son identité être retravaillée en profondeur.
Courant 2013, c'est au tour du Japon de présenter sa version de ce Monte Cristo, portée par le duo star Kanji Ishimaru et Mari Hanafusa.
La première mouture professionnelle étasunienne est produite par la Pioneer Theatre Company à Salt Lake City, en mai 2016, sous la direction de Marcia Milgrom Dodge.